# Пехлеваниди, Евстафий Алкивиадович
Евста́фий Алкивиа́дович Пехлевани́ди (род. 30 октября 1960, Чимкент) — советский футболист. Мастер спорта СССР. Отец Алкивиад — также футболист, в 1940-х годах играл за «Динамо» Тбилиси. В 1949 его семья была выслана в Казахстан.

## Биография
Состоял в ВЛКСМ. Карьеру начал в «Металлурге» (Чимкент) в 1977 году. В 1979 году забил за команду 28 голов и в следующем сезоне перешёл в «Кайрат», за который играл в 1980—1989 годах. В конце сезона 1989 года вернулся в чимкентский «Мелиоратор». 3 сентября 1986 года забил самый быстрый гол в истории чемпионата СССР. На 10-й секунде встречи «Кайрат» — «Динамо» Киев забил в ворота Виктора Чанова. Всего провёл 226 матчей и забил 69 голов в высшей лиге чемпионата СССР. Лучший бомбардир «Кайрата» в высшей лиге СССР. Отличался большим обхватом бёдер, взрывной скоростью, сильным ударом. Бил с двух ног.
В 1983 году заключил контракт с греческим «Олимпиакосом», обещав приехать позже. Об этом стало известно в советском посольстве, и Пехлеваниди на год стал невыездным.
В апреле 1990 вслед за родственниками уехал в Грецию, где три года играл за «Левадиакос». После первого года в высшей лиге получил травму ахиллова сухожилия, восстанавливался после операции 5 месяцев. Два следующих сезона провёл в первой лиге, но из-за разногласий с тренером практически не играл. В 35 матчах забил 15 мячей. После окончания карьеры 3,5 года работал на заводе на погрузчике. В 1996 году после смерти матери переехал в Афины, где стал тренировать детскую команду репатриантов, в которой также играл его сын Дмитрий.
31 октября 2010 на праздновании своего 50-летнего юбилея в Алма-Ате представил свою книгу «Казахстанский голеадор».
10 мая 2017 года была открыта Академия футбола ФК «Кайрат», названная в честь Пехлеваниди.
29 октября 2020 года президент Казахстана Касым-Жомарт Токаев наградил Пехлеваниди орденом «Достык» 2-й степени.
С 2021 года приз лучшему бомбардиру Чемпионата Казахстана носит имя Евстафия Пехлеваниди.

## Достижения
- Обладатель Кубка Федерации футбола СССР по футболу: 1988
- В списке 33 лучших футболистов сезона — 1984, № 3.

## Награды
- Орден Достык 2 степени (2020)[11]